# Prévision de qualité de l'air
Pour l’article homonyme, voir Prévision.
 (mai 2024).
Si vous disposez d'ouvrages ou d'articles de référence ou si vous connaissez des sites web de qualité traitant du thème abordé ici, merci de compléter l'article en donnant les références utiles à sa vérifiabilité et en les liant à la section « Notes et références ».
La prévision de qualité de l'air en pollution atmosphérique consiste, connaissant la qualité de l'air et certaines données météorologiques en un endroit donné et à un instant donné (jour j), à tenter par une méthode mathématique, de prévoir la qualité de l'air dans le futur proche (j + 1), (j + 2), (j + 3), en ce même endroit.
À la différence de la modélisation sur un secteur donné (qui utilisera des données spatio-temporelles), la prévision ne concerne qu'une approche temporelle, au même lieu.

## Méthodes
Différentes méthodes peuvent être utilisées :
- régression linéaire
- régression non linéaire
- méthode CART (en anglais : Classification And Regression Tree)
- réseau de neurones[1]
- logique floue